# 심의면
심의면(沈宜冕, 1808년 ~ 1865년)은 조선 후기의 문신으로, 자는 주경(周卿), 본관은 청송이다. 고종 때, 이조판서와 내무 독판을 지낸 심이택(沈履澤)의 아버지이다. 또한, 고종 때 공조판서를 지낸 심의원(沈宜元)의 친동생이다. 흥선대원군을 조롱하고 멸시하다가 고종 즉위 후 몰락하였다.
과거에 급제한 후 1842년(헌종 8년) 황해도암행어사로 나갔고 삼사의 요직을 거쳐 1848년홍문관응교가 되었다가 철종 즉위 후 승정원승지로 발탁되었다. 1855년(철종 6년) 이조참판, 1860년 형조판서 등을 거쳐 1864년(고종 1년) 지의금부사가 되었으나 흥선대원군의 정치보복으로 유배되어 배소에서 사망하였다.

## 생애
명종비 인순왕후의 방계 후손으로, 청릉부원군 심강의 11대손이자, 심강의 아들 심인겸의 10대손이다. 서인의 초대 당수 심의겸과 심충겸의 종9대손(從9代孫)이 된다. 이후 그의 가계는 서인이었다가 노론, 소론이 분당되자 그의 조상들은 노론이 되고, 사도세자 문제가 발생했을 때는 노론 중에서도 벽파와 시파가 갈라지자, 노론 벽파에 가담했다. 노론 벽파의 중진이었던 심의면의 할아버지 심풍지는 정조가 남인 인사들을 등용하는 것에 강력하게 반대하기도 했다.
1837년(헌종 3년) 참봉으로 정시문과에 급제하여, 1842년(헌종 8년) 옥당, 황해도 암행어사, 1848년(헌종 14년) 홍문관 응교, 승정원 승지, 1850년(철종 1년) 성균관 대사성을 지내고, 1851년(철종 2년) 동지의금부사 겸 승지, 1853년(철종 4년) 충청도 관찰사, 1855년(철종 6년) 이조참판을 역임했다. 그는 비참한 처지에 몰려 술주정꾼에 노름 등으로 소일하던 흥선대원군을 조롱하고 멸시하였다. 흥선대원군이 흥선군이었을 때 생계비를 구걸하러 김좌근, 김병기 등의 집에 왔을 때는 흥선군을 면전에서 멸시하고 백안시했다. 그는 흥선군을 향해 궁도령(宮道令), 상가집(上家) 개라고 하였다. 흥선군은 차남이 고종으로 등극할 때까지도 기억하였다.
1860년(철종 11년) 오위도총부 도총관, 형조판서를 지내고, 1864년(고종 1년) 지의금부사에 이르렀으나, 이전에 인현왕후의 집이었던 감고당(感古堂)을 함부로 개축하여 사용한 죄로 양사(兩司)의 탄핵을 받아, 사판(仕版)에서 영구히 삭제되고 방축향리(放逐鄕里)되었다. 또 다시, 삼사(三司)의 탄핵으로 자신은 공주목(지금의 충남 공주)에 찬배(竄配)되는 유배형을, 아들 의주부윤 심이택(沈履澤)은 제주도에 가극(加棘)되는 유배형을 당하였다. 1865년(고종 2년) 심의면은 유배지인 공주목에서 죽었고, 사후 죄가 탕척(蕩滌)되었다. 아들 심이택은 방축향리(放逐鄕里)로 형벌이 감해졌다.

### 사후
그가 매입했던 감고당 주변 토지는 흥선대원군이 몰수하여 처가 일족이자 후일 명성황후가 되는 민씨네 일족에게 주었다.

## 가계
- 고조부 : 심택현(沈宅賢) - 이조판서 · 좌참찬 · 판돈녕부사, 시호는 청헌(淸獻)
- 증조부 : 심구(沈銶) - 영천군수 · 증 이조판서
  - 조부 : 심풍지(沈豊之) - 예조판서 · 증 좌찬성, 시호는 정간(貞簡)
  - 조모 : 증 정경부인 기계 유씨 - 첨정 유언수(兪彦銖)의 딸, 영의정 유척기(兪拓基)의 손녀
    - 아버지 : 심능달(沈能達) - 심풍지의 삼남, 증 이조판서
    - 어머니 : 증 정부인 광산 김씨 - 우의정 김희(金熹)의 딸
      - 본인 : 심의면(沈宜冕) - 형조판서
      - 부인 : 정부인 덕수 이씨 - 이노직(李魯直)의 딸, 영의정 이병모(李秉模)의 손녀
        - 양자 : 심이택(沈履澤) - 이조판서 · 판돈녕부사 · 내무독판 - 증 영의정 심의린(沈宜麟)의 아들(삼남), 대한제국 공작 청녕공 심순택(靑寧公 沈舜澤, 영의정 · 의정대신)의 동생

      - 여동생 : 함안인 조은식(趙恩植)에게 출가
- 친증조부 : 심환(沈鍰) - 증 좌승지
  - 친조부 : 심위지(沈緯之) - 증 이조판서
    - 친부 : 심능철(沈能哲) - 증 이조판서
    - 친모 : 은진 송씨 - 송익상(宋翊相)의 딸
      - 친형 : 심의원(沈宜元) - 공조판서
      - 친동생 : 심정의(沈正誼, 승지 · 증 규장각 제학) - 영의정 심상규(沈象奎)의 동생인 심응규(沈應奎, 서흥부사 · 증 규장각 직제학)에게 양자로 감
        - 친조카 : 심건택(沈健澤) - 충청남도 관찰사 · 지돈녕사사, 전주 이씨 일제 후작 청풍군 이해승(淸豐君 李海昇)의 장인

## 같이 보기
- 심택현
- 심풍지
- 심이택
- 흥선대원군
- 김좌근
- 김병기
- 이병모
- 심상규
- 심건택
- 이해승